# La mia signora
La mia signora (conocida en Hispanoamérica como Mi esposa) es una película italiana de 1964 dirigida por Tinto Brass, Mauro Bolognini y Luigi Comencini y protagonizada por Alberto Sordi y Silvana Mangano. Está conformada por cinco episodios, todos protagonizados por los mencionados actores. El episodio Eritrea, dirigido por Comencini, fue adaptado más tarde en el largometraje Rimini Rimini de Sergio Corbucci.

## Reparto
- Alberto Sordi
- Silvana Mangano
- Claudio Gora
- Elena Nicolai